# Ghost Rockers
Ghost Rockers was een televisie-jeugdserie uit 2014, geproduceerd door Studio 100. De afleveringen worden in België uitgezonden op Ketnet en in Nederland op RTL Telekids en Nickelodeon. Sinds juni 2015 zendt NRK Super (Noorwegen) het eerste seizoen uit. Vanaf eind juli 2015 zou Ghost Rockers ook te zien zijn in Hongarije, Tsjechië, Slowakije, Roemenië en Moldavië op de kinderzender Megamax.
Na de vierde reeks hebben de Ghost Rockers nog twee zomers opgetreden. Op 31 augustus 2019 zijn ze gestopt. Op 30 november, 1 en 2 december 2024 traden ze op in het Sportpaleis tijdens de Studio 100 Sing Along. Dit was 10 jaar nadat hun eerste seizoen uitgezonden werd. 

## Verhaal

### Wording
Wanneer Ghost Rockers was bedacht, zette Studio 100 Galaxy Park, de serie op Ketnet die in 2011 begon, stop. Ghost rockers werd stopgezet in 2017, met 4 opvolgende seizoenen, 4 albums en 1 film. In september 2018 begon Campus 12, de opvolger van Ghost Rockers.

### Seizoen 1
De vier jongeren Mila, Jonas, Charlie en Jimmy vinden in de kelder van de school het DAM (dans, acteren en muziek) instrumenten die op een paranormale manier vanzelf beginnen te spelen als zij ze vast nemen. Het blijken de geesten van de vermoorde leden van de band De Freebirds te zijn.  De Ghost Rockers proberen de moordenaar van De Freebirds te ontmaskeren ...

### Seizoen 2
Na het ontmaskeren van de moordenaar gaat een nieuw schooljaar van start op het DAM met theaterdocente Dora Van Der Donck als nieuw schoolhoofd. De Ghost Rockers gemanaged door Pieter Verlinden hebben een zalig drukke zomer gehad maar op de eerste schooldag komt Jonas niet opdagen. In het tweede seizoen blijkt de moord op de FreeBirds veel verder te gaan dan Rocco Kent alleen. De Ghost Rockers moeten Jonas bevrijden en het opnemen tegen de gevaarlijke boevenorganisatie, Het Zwarte Oog.

### Seizoen 3
Na een spetterde zomer starten de Ghost Rockers aan een nieuw schooljaar. Maar al snel heeft Mila het gevoel dat ze in de gaten wordt gehouden door iemand, maar door wie? Dan komt ze er achter dat het haar vader is die ontsnapt is uit de gevangenis, om zijn onschuld te bewijzen. Want hij zat helemaal niet in de gevangenis voor diefstal maar voor moord op Helena Castelyn-Kent (de mama van Brandon). Nu is het aan de Ghost Rockers en Brandon om de echte moordenaar te ontmaskeren. Tegelijk neemt het DAM deel aan Musicality, maar ook daar loopt niet alles van een leien dakje.

### Seizoen 4
De Ghost Rockers keren na een geweldige zomervakantie terug naar het DAM en vinden tussen torenhoge stapels fanmail een duistere speldoos. Een onbekend persoon geeft zich uit voor "De Klaverkoningin" en maant de Ghost Rockers met vreemde, beschreven speelkaarten aan haar spel te spelen. Niet elke Ghost Rocker is even hard onder de indruk van de dreigementen van de "Klaverkoningin". Ze besluiten het spel links te laten liggen, tot blijkt dat hun onbekende rivale het bloedserieus meent en de Klaverkoningin een van haar gruwelijke dreigementen waarheid laat worden. De Ghost Rockers staan meteen met hun rug tegen de muur en komen als vrienden en als band onder enorme druk te staan. Ze geraken steeds verder verstrikt in het net van de Klaverkoningin, maar hebben geen keuze. Ze moeten haar bizarre spel spelen. Seizoen vier is ook het laatste seizoen van de reeks.

## Rolverdeling

### Vaste rollen
| Acteur                | Personage                         | Opmerking                                                                           | Periode                          |
| --------------------- | --------------------------------- | ----------------------------------------------------------------------------------- | -------------------------------- |
| Tinne Oltmans         | Mila Santiago                     | Ghost Rocker, Hoofdvak Dans                                                         | Seizoen 1 - Seizoen 4            |
| Juan Gerlo            | Jonas Van Loo                     | Ghost Rocker, Hoofdvak Muziek                                                       | Seizoen 1 - Seizoen 4            |
| Marie Verhulst        | Charlie Timmermans                | Ghost Rocker, Hoofdvak Acteren                                                      | Seizoen 1 - Seizoen 4            |
| Elindo Avastia        | Jimmy O'Hara                      | Ghost Rocker, Hoofdvak Muziek                                                       | Seizoen 1 - Seizoen 4            |
| Wout Verstappen       | Alex De Coninck                   | Ghost Rocker, Hoofdvak Acteren                                                      | Seizoen 1 - Seizoen 4            |
| Justine De Jonckheere | Lauren De Lillo                   | Hoofdvak Dans                                                                       | Seizoen 1 - Seizoen 4            |
| Matthew Michel        | Brandon Kent                      | Hoofdvak Dans                                                                       | Seizoen 1 - Seizoen 4            |
| Leendert de Ridder    | Robin De Sloovere                 | Hoofdvak Acteren, ex-vervanggitarist van Ghost Rockers                              | Seizoen 2                        |
| Michiel De Meyer      | Jules Curtis                      | Hoofdvak Dans                                                                       | Seizoen 3 - Seizoen 4            |
| Vajèn van den Bosch   | Fenne Dijkstra                    | Hoofdvak Muziek, ex-lid van Goudslang                                               | Seizoen 3                        |
| Hans De Munter        | Rocco Kent                        | Oud-directeur, Brandons vader, moordenaar van de Freebirds                          | Seizoen 1 - Seizoen 4            |
| Joris De Beul         | Stef Claes                        | Dansleraar                                                                          | Seizoen 3 - Seizoen 4            |
| Agnes De Nul          | Dora Van der Donck                | Theaterlerares/directrice                                                           | Seizoen 1 - Seizoen 4            |
| Maarten Mertens       | Florian Thys                      | Muziekleraar                                                                        | Seizoen 1 - Seizoen 4            |
| Kristel Verbeke       | Elvira De Neve                    | Danslerares                                                                         | Seizoen 1 - Seizoen 3            |
| Kobe Van Herwegen     | Pieter Verlinden (Klaverkoningin) | Theorieleraar, manager van de Ghost Rockers, lid van Het Zwarte Oog, Klaverkoningin | Seizoen 1 - Seizoen 2, Seizoen 4 |
| Bianca Vanhaverbeke   | Tina Vincken                      | Theorielerares                                                                      | Seizoen 3 - Seizoen 4            |
| Adrian Sack           | Gunther Bogaert                   | Theaterleraar                                                                       | Seizoen 3                        |
| Hilde Vanhulle        | Tori De Rover                     | Jonas' moeder                                                                       | Seizoen 1, Seizoen 4 (cameo)     |
| Jan Schepens          | Manuel Santiago                   | Mila's vader, verdacht voor de moord op Helena Casteleyn                            | Seizoen 3, Seizoen 4 (cameo)     |
| Machteld Ramoudt      | † Isabella Vermeer                | Onderdirectrice                                                                     | Seizoen 1                        |

### Gastrollen seizoen 1
| Acteur                       | Personage                   | opmerking                   |
| ---------------------------- | --------------------------- | --------------------------- |
| Philippe Bernaerts           | Agent Frank                 |                             |
| Pjotr Wolfs en Stef Poelmans | Pesters                     |                             |
| Roger Baum                   | Eigenaar pand 'Dove Gerard' |                             |
| Gert Lahousse                | Bill Livingstone            | man van het vliegveld, boef |
| George Adindu                | Rik                         |                             |
| Olga Leyers                  | Trisha                      |                             |
| Christian Celini             | Toby Jones, gastdocent      |                             |
| Charley Pasteleurs           | Parkwachter                 |                             |
| Thalisa Mintiens             | Vriendin Lauren             |                             |

### Gastrollen seizoen 2
| Acteur            | Personage                                | opmerking                                    |
| ----------------- | ---------------------------------------- | -------------------------------------------- |
| Josje Huisman     | Danslerares Kick-Off                     |                                              |
| Eddy Vereycken    | Yuri Petrovski                           | clubeigenaar, lid van het Zwarte Oog, rang 3 |
| Kristof Verhassel | Agent Tom                                |                                              |
| Heidi De Grauwe   | Agente Stephanie Verelst                 | lid van het Zwarte Oog                       |
| Kristoff Clerckx  | Cliff Smith                              | muziekproducer, lid van het Zwarte Oog       |
| Aimé Anthoni      | Chris Vanderborgt                        | ex-lid van het Zwarte Oog, oude huisbewoner  |
| Katelijne Verbeke | Bendeleidster van het Zwarte Oog, rang 1 |                                              |
| Céline Verbeeck   | Ella De Keyzer                           | dochter van Cliff Smith                      |
| Dirk Bosschaert   | Bankdirecteur                            |                                              |

### Gastrollen seizoen 3
| Acteur              | Personage             | opmerking                                      |
| ------------------- | --------------------- | ---------------------------------------------- |
| Paul Ricour         | Marcel De Vries       | journalist                                     |
| Carry Goossens      | Quinten Merckx        |                                                |
| Steven Boen         | Frederik 'Fré'        | lid van Goudslang                              |
| Frank De Kaey       | Gabriël Torenstra     | lid van Goudslang                              |
| Kristof Verhassel   | Agent Tom             |                                                |
| Ann Smeets          | Helena Casteleyn-Kent | Brandon's moeder                               |
| Mark Stroobants     | Vince De Leeuw        | Goudslang-bendeleider, kunstacademie directeur |
| Kadèr Gürbüz        | Maaike Scholenburg    |                                                |
| Anne Somers         | Emily Curtis          | Jules' moeder                                  |
| Marc Peeters        | Rayan Demirel         | lid van Goudslang, man van de camping          |
| Mathias Van Mieghem | Lucas Silva           |                                                |
| Ann De Winne        | Camille Walravens     | kunsthandelaar                                 |
| Maarten Schuermans  | Boris Vleminck        | journalist                                     |
| ?                   | Renier Grevelink      |                                                |
| Luc Verhoeven       | Lid Van Goudslang     |                                                |

### Gastrollen seizoen 4
| Acteur             | Personage                     | opmerking                    |
| ------------------ | ----------------------------- | ---------------------------- |
| Zion Luts          | Samuel Ruben Kent             | neefje van Brandon           |
| Marc Bober         | Robert van Gramberen          |                              |
| Mieke Bouve        | Cecile                        |                              |
| Maarten Schuermans | Boris Vleminck                | journalist                   |
| Rudi Delhem        | Castor Valcke                 | bosbewoner                   |
| Walter De Donder   | Rutger Ballinck/Karel Koppens | nieuwe conciërge             |
| Jade Mintjens      | Eva Decroo                    |                              |
| Fauve Geerling     | Jana Hartman                  | ex-hulpje van Verlinden      |
| Leonard Muylle     | Seppe Valcke                  | zoon van Castor Valcke       |
| Veerle Eyckermans  | Roos Hoffman                  | directrice van de instelling |
| George Arrendell   | John Hendrickx                |                              |
| Brik Van Dyck      | Sven                          | lid van het Zwarte Oog       |
| Mike Wauters       | Helper van Verlinden          |                              |

## Afleveringen
| Seizoen | Afleveringen | Titelsong     | Uitgezonden      | Uitgezonden      | DVD-release     | DVD-release     |
| Seizoen | Afleveringen | Titelsong     | Seizoen start    | Seizoenfinale    | Deel 1          | Deel 2          |
| ------- | ------------ | ------------- | ---------------- | ---------------- | --------------- | --------------- |
| 1       | 53           | Ghost Rockers | 3 november 2014  | 12 februari 2015 | 30 januari 2015 | 29 mei 2015     |
| 2       | 52           | Ghost Rockers | 9 november 2015  | 25 februari 2016 | 5 februari 2016 | 15 april 2016   |
| 3       | 52           | Voor Altijd?  | 17 oktober 2016  | 26 januari 2017  | 20 januari 2017 | 19 mei 2017     |
| 4       | 52           | Voor Altijd?  | 4 september 2017 | 30 november 2017 | 13 oktober 2017 | 12 januari 2018 |

### Seizoen 1
1. Piloot - deel 1
2. Piloot - deel 2
3. De inbraak
4. De auditie
5. Team loser
6. Geestige boel
7. Dove Gerard
8. De crash
9. Eén voor allen, allen voor Jonas
10. Vogelvrij
11. De roze pony breiclub
12. Sleepover
13. Straf!
14. To be or not to be?
15. De engel
16. Het nieuwe bandlid
17. Sabotage
18. Wat bedoel je?
19. Betrapt
20. Het liefdesstandbeeld
21. Poëziespeurneus
22. Chocobrief
23. Zonder Jonas
24. Sos Jonas
25. Lastige marmot
26. Spoken uit het verleden
27. De diefstal
28. Het sleutelplan
29. Achter de schermen
30. Laatste kans
31. Op de vlucht
32. Kiezen
33. Wie zijn de Ghost Rockers?
34. Spionbever
35. Eén enkele kus
36. Petrevolutie
37. Het draait niet om jou
38. Dag vreemde man
39. De dochter
40. Beversaboteur
41. Mijn moeder
42. Aanwezig
43. Felix
44. Een tweede kans
45. De vijfde man
46. Waar is Jimmy?
47. Het Lente-examen
48. Meneer skelet
49. Verbannen
50. De Laatste Kans
51. Het weerzien
52. De brief
53. De finale

### Seizoen 2
1. "Onheil"
2. De brief
3. Uitgewist
4. De nieuwe gitarist
5. Volg je gevoel
6. De auditie
7. Opgesloten
8. De afspraak
9. Krakende treden
10. Geen tijd voor spelletjes
11. Verborgen camera
12. De clip
13. Ontmaskerd
14. De kelder van mijn hart
15. Holle ruimte
16. Gewist
17. Ontcijferd
18. Bereikbaar
19. Als ratten in de val
20. Wie zijn je vrienden
21. In de stilte van de storm
22. Een bolletje wol
23. Succes en jaloezie
24. Rang 4
25. De film van ons leven
26. Rang 3
27. Midexamen
28. Geen keuze
29. Rang 2
30. Zender
31. 18 voor altijd
32. De redding
33. Op de vlucht
34. Alle rangen op scherp
35. Opgesloten
36. Eindelijk
37. Adelaar
38. De eerste sleutel
39. Onder de mat
40. De lift naar...
41. Telescoop
42. De Beat
43. De gouden tip
44. Verraad
45. Lente
46. De Vloek
47. Ben en Clara
48. Het lot van de Freebirds
49. Het plan
50. Afspraak met de geschiedenis
51. Spring!
52. Boem!

### Seizoen 3
1. Uit de oude doos
2. Papa
3. Master of showbizz
4. Zoon
5. Rechterhand
6. Sleutel
7. Locker 10
8. Helena's geheim
9. Stooooop
10. Vallen en weer opstaan
11. Beest
12. Cour et jardin
13. Fenne
14. Jules
15. Camping Uno
16. Troebel Water
17. Tot over je oren
18. De gifbeker van Florence
19. Vogeltje...
20. Uit
21. Charleston
22. Quinten
23. En de Oscar gaat naar...
24. 12 253
25. Terug naar af
26. Het is een bende
27. Slangetje
28. Ogen als twee druppels water
29. Exit Mila
30. De ballerina van Bosjoj
31. Make-over
32. Villa Silva
33. Klem
34. Liefdesslag
35. Vingerafdruk
36. Arrabiata met preparé
37. Beter laat dan nooit
38. Helena, Jouw schoonheid
39. Het paard van Troje
40. Onze jimster
41. Mozarella met stukjes Jules
42. Odysseus
43. Worst
44. Saus
45. Uitschot
46. Grieks
47. Alles voor niets
48. Jimster is back
49. Fort 10
50. Opperslang
51. De Medici moord
52. Il gran finale!

### Seizoen 4
1. Als klaveren zwart
2. Bevervel
3. Tik Tak
4. S.R.K.
5. De Schaduwzijde van de Zon
6. Gekoppeld
7. Koffie
8. Bevermop
9. De Animis Errantibus
10. Twee Vakjes Vooruit
11. Kattenkop
12. Sterrennacht
13. Gaatjes
14. Smoorbenieuwd
15. Kus in de vlucht
16. Game over
17. Het onderste uit de kan
18. Van der Noot 55
19. Gouden Valk
20. Jana
21. Kaas met confituur
22. Verloren dromen
23. Bevercode
24. Langs de kade
25. De laatste dans
26. De gouden ster
27. Koalabever
28. Gevallen paard
29. Eén stap voor
30. Groot verlies, groot verdriet
31. De vijf valken
32. Hallo kleine wolf
33. In rondjes
34. Kat- en beverspel
35. Super Jana
36. Klaver Koningin is...
37. Koningin aan zet
38. Twintig jaar
39. Waar is dat feestje
40. Plan Z
41. Begin van het einde
42. Charlies geheim
43. Hoofdstuk 3
44. Moeilijke klim
45. Jonas hartje Eva
46. Tickets
47. Geen voor allen, allen voor geen
48. Ontmaskerd
49. Proefbevers
50. Slaapwel, tijger
51. Uit het oog, uit het hart
52. Fonkelende buitenbeentjes

## Film
Ghost Rockers - Voor altijd? is de eerste bioscoopfilm gebaseerd op de serie Ghost Rockers en ging in première op 17 december 2016 in Antwerpen. In de film moeten de Ghost Rockers een ritueel uitvoeren om hun connectie met de geesten van de Freebirds te behouden met behulp van vijf bijzondere elementen. Maar er zijn kapers op de kust, die ook azen op de mysterieuze voorwerpen.
De film werd op 21 april 2017 uitgebracht op dvd en vod.

## Theater

### Ghost Rockers in Concert
Op 7 en 8 februari 2015 gaven de Ghost Rockers hun eerste optredens tijdens vijf uitverkochte concerten in de Petrol te Antwerpen. Naast het optreden van de band kregen de aanwezigen de finale van de reeks te zien én werden er voor de finaleaflevering opnames gemaakt.

### Ghost Rockers on Tour 2016
Tijdens hun tournee langs de grote theaters van Vlaanderen loopt er van alles mis tijdens het optreden van de Ghost Rockers. Zo slaat de verlichting op hol en springt de zekering. Al snel komen de Ghost Rockers erachter dat ze gesaboteerd worden. Naast de zoektocht naar de saboteur moeten Mila, Jonas, Alex, Charlie en Jimmy ook nog een mysterie oplossen, want in het theater blijkt lang geleden iets vreselijks gebeurd te zijn.

### Ghost Rockers on Tour 2017
Tijdens een optreden van de Ghost Rockers verschijnt er onverwacht een jonge man met de naam Prosper. Hij lijkt verward en zijn aanwezigheid roept vragen op. Er blijkt echter een bijzondere reden te zijn voor zijn komst naar het concert. Met hulp van de Freebirds besluiten Mila, Jonas, Charlie, Alex en Jimmy hem bij te staan. Samen raken ze verwikkeld in een mysterieus en meeslepend avontuur

## Discografie

### Albums
| Album met hitnotering(en) in de Vlaamse Ultratop 200 albums | Datum van verschijnen | Datum van binnenkomst | Hoogste positie | Aantal weken | Opmerkingen |
| ----------------------------------------------------------- | --------------------- | --------------------- | --------------- | ------------ | ----------- |
| Ghost Rockers                                               | 30-01-2015            | 07-02-2015            | 1               | 120          |             |
| De Beat                                                     | 05-02-2016            | 13-02-2016            | 4               | 65           |             |
| Voor altijd?                                                | 27-01-2017            | 28-01-2017            | 2               | 29           |             |
| De finale                                                   | 01-12-2017            | 09-12-2017            | 8               | 14           |             |
| De Favoriete Hits - Gekozen Door Fans                       | 22-06-2018            |                       |                 |              |             |

### Singles
| Single met hitnotering(en) in de Vlaamse Ultratop 50 | Datum van verschijnen | Datum van binnenkomst | Hoogste positie | Aantal weken | Opmerkingen |
| ---------------------------------------------------- | --------------------- | --------------------- | --------------- | ------------ | ----------- |
| Ghost Rockers                                        | 2014                  | 31-01-2015            | 6               |              |             |
| Billy                                                | 2015                  | 25-07-2015            | 68              |              |             |
| Alles is stil                                        | 2015                  | 10-10-2015            | 56              |              |             |
| De beat                                              | 2015                  | 12-12-2015            | 64              |              |             |
| De film van ons leven                                | 2016                  | 16-07-2016            |                 |              |             |
| Alles                                                | 2017                  | 14-01-2017            |                 |              |             |
| Jij bent mijn Aardbei                                | 2017                  | 01-09-2017            |                 |              |             |
| Spoorloos                                            | 2017                  | 26-11-2017            |                 |              |             |
| Ik Maak Jou Wakker                                   | 2018                  | 21-03-2018            |                 |              |             |
| Alles Vergeten                                       | 2019                  | 29-05-2019            |                 |              |             |

### Muziek-dvd's
| Dvd's met hitnoteringen in de Vlaamse DVD Ultra Top 10 | Datum van verschijnen | Datum van binnenkomst | Hoogste positie | Aantal weken | Opmerkingen |
| ------------------------------------------------------ | --------------------- | --------------------- | --------------- | ------------ | ----------- |
| On tour                                                | 16-09-2016            | 24-09-2016            | 1               | 29           |             |
| On tour 2                                              | 9-03-2018             | 17-03-2018            | 1               | 1            |             |

| Dvd's met hitnoteringen in de Nederlandse DVD Music Top 30 | Datum van verschijnen | Datum van binnenkomst | Hoogste positie | Aantal weken | Opmerkingen |
| ---------------------------------------------------------- | --------------------- | --------------------- | --------------- | ------------ | ----------- |
| On tour                                                    | 2016                  | 24-09-2016            | 16              | 6            |             |
| On tour 2                                                  | 9-03-2018             | 17-03-2018            | 3               | 3            |             |

## Boeken

### Het verhaal van de tv-serie
De boeken uitgegeven onder deze reeks behandelen het verhaal van de televisieserie. Elk seizoen is in twee boeken opgesplitst en lopen voor het grootste deel gelijk met de splitsing van de seizoenen bij de dvd-uitgaves. De boeken in deze reeks werden geschreven door Bjorn Van den Eynde.
1. Gillende Gitaren, uitgebracht op 30 januari 2015. Dit deel behandelt het eerste gedeelte van het eerste seizoen.
2. De Vijfde Freebird, uitgebracht op 30 januari 2015. Dit deel behandelt het tweede gedeelte van het eerste seizoen.
3. Het Zwarte Oog, uitgebracht op 5 februari 2016. Dit deel behandelt het eerste gedeelte van het tweede seizoen.
4. De vier sleutels, uitgebracht op 5 februari 2016. Dit deel behandelt het tweede gedeelte van het tweede seizoen.
5. De Medici Moord, uitgebracht op 20 januari 2017. Dit deel behandelt het eerste gedeelte van het derde seizoen.
6. De Bende van Goudslang, uitgebracht op 20 januari 2017. Dit deel behandelt het tweede gedeelte van het derde seizoen.
7. Een Duister Spel, wordt uitgebracht op 24 november 2017. Dit deel behandelt het eerste gedeelte van het vierde seizoen.
8. Dolende zielen, wordt uitgebracht op 24 november 2017. Dit deel behandelt het tweede gedeelte van het vierde seizoen.

### Wat je niet zag op tv
De boeken in deze reeks behandelen verhalen die zich buiten de reeks afspelen. De boeken in deze reeks werden geschreven door Bjorn Van den Eynde.
- Verloren Zomer, uitgebracht op 17 juni 2015. In dit verhaal mogen de Ghost Rockers gaan optreden op een festival in Zuid-Frankrijk. De enige die niet enthousiast is, is Mila, die enkele akelige herinneringen heeft aan het desbetreffende festival.
- Voor Altijd?, uitgebracht op 15 juni 2016. In het boek overlijdt de oma van Jonas. Ze laat haar kleinzoon twee vreemde voorwerpen na die hij en zijn vrienden nodig hebben om hun connectie met de Freebirds in stand te houden. Dit boek was tevens de basis voor de gelijknamige bioscoopfilm.

### Overige
- Het Ultieme Fanboek, uitgebracht op 16 september 2015.
- Voor altijd?, uitgebracht op 7 december 2016. Dit boek is een heruitgave van het gelijknamige boek uit de reeks 'Wat je niet zag op tv'. De boek werd als hardcover uitgebracht en bevatte ook beelden uit de film ter illustratie van het verhaal.

## Prijzen en nominaties
| Jaar | Prijs                      | Categorie                            | Genomineerde(n) | Uitslag     |
| ---- | -------------------------- | ------------------------------------ | --------------- | ----------- |
| 2014 | Het gala van de gouden K's | Mannelijke tv-ster van het jaar      | Juan Gerlo      | Genomineerd |
| 2014 | Het gala van de gouden K's | Vrouwelijke tv-ster van het jaar     | Tinne Oltmans   | Gewonnen    |
| 2014 | Het gala van de gouden K's | Ketnet-reeks van het jaar            | -               | Genomineerd |
| 2015 | Vlaamse Televisie Sterren  | Beste tv-programma                   | -               | Genomineerd |
| 2015 | Het gala van de gouden K's | Band van het jaar                    | -               | Genomineerd |
| 2015 | Het gala van de gouden K's | Vrouwelijke tv-ster van het jaar     | Tinne Oltmans   | Genomineerd |
| 2015 | Het gala van de gouden K's | Babe van het jaar                    | Tinne Oltmans   | Genomineerd |
| 2015 | Het gala van de gouden K's | Ketnet-serie van het jaar            | -               | Genomineerd |
| 2016 | Vlaamse Televisie Sterren  | Beste tv-reeks                       | -               | Genomineerd |
| 2016 | Het gala van de gouden K's | Vrouwelijke tv-ster van het jaar     | Tinne Oltmans   | Gewonnen    |
| 2016 | Het gala van de gouden K's | Mannelijke tv-ster van het jaar      | Juan Gerlo      | Gewonnen    |
| 2016 | Het gala van de gouden K's | Babe van het jaar                    | Tinne Oltmans   | Gewonnen    |
| 2016 | Het gala van de gouden K's | Ketnet-serie van het jaar            | -               | Gewonnen    |
| 2016 | Het gala van de gouden K's | Band van het jaar                    | -               | Genomineerd |
| 2017 | Ensor                      | Beste kinder/jeugdfilm               | -               | Gewonnen    |
| 2017 | Het gala van de gouden K's | Band van het jaar                    | -               | Gewonnen    |
| 2017 | Het gala van de gouden K's | Grave Griet van het jaar             | Tinne Oltmans   | Gewonnen    |
| 2017 | Het gala van de gouden K's | Kus van het jaar                     | Jonas en Mila   | Gewonnen    |
| 2017 | Het gala van de gouden K's | Kus van het jaar                     | Jana en Jimmy   | Genomineerd |
| 2017 | Het gala van de gouden K's | Ketnet serie van het jaar            | -               | Gewonnen    |
| 2017 | Het gala van de gouden K's | Ketnet acteur / actrice van het jaar | Tinne Oltmans   | Gewonnen    |